# Corvomeyenia thumi
Corvomeyenia thumi är en svampdjursart som först beskrevs av Traxler 1895.  Corvomeyenia thumi ingår i släktet Corvomeyenia och familjen Metaniidae. Inga underarter finns listade i Catalogue of Life.